# Arnold von Möhl
Vitez Arnold von Möhl, nemški general, * 26. marec 1867, † 27. december 1944.